# Roberto Cifuentes Parada
Roberto Cifuentes Parada (* 21. Dezember 1957 in Santiago de Chile) ist ein chilenischer Schach-Großmeister.

## Leben
Roberto Cifuentes Parada ist Schachpublizist. Im Jahr 1986 veröffentlichte er gemeinsam mit Pedro Donoso Velasco sein erstes Schachbuch über das Mittelspiel. 1990 zog er in die Niederlande und war dort Trainer der niederländischen Frauennationalmannschaft. Seit 2000 wohnt er im spanischen Huesca. Dort ist er Trainer der Schachakademie des Club Jaque. Er entwickelte die Webseite casinojaque.es und die Chessypedia.

## Erfolge
Die chilenische Meisterschaft konnte er fünfmal gewinnen: 1982–1986. Er spielte für Chile und Spanien bei acht Schacholympiaden: 1978 bis 1990 und 2004 (für Spanien).
Vereinsschach spielte er in den Niederlanden für Rotterdam und in Spanien für CE Terrassa, später für Gros XT.
Im Jahr 1984 wurde er Internationaler Meister, seit 1991 trägt er den Titel Großmeister. Seit 2016 trägt er den Titel FIDE-Trainer.
| Hier fehlt eine Grafik, die leider im Moment aus technischen Gründen nicht angezeigt werden kann. Wir arbeiten daran! |